# Malte Mohr
Malte Mohr, född den 27 juni 1986, är en tysk friidrottare som tävlar i stavhopp. 
Mohr deltog vid inomhus-EM 2009 där han inte tog sig vidare till finalen. Vid VM 2009 i Berlin slutade han på fjortonde plats efter ett hopp på 5,50 meter. 
Sin första internationella medalj vann han vid inomhus-VM 2010 i Doha då han slutade tvåa efter att ha klarat 5,70 meter.

## Personliga rekord
- Stavhopp - 5,80 meter från 2009 (inomhus 5,83 meter från 2010)